# Federació Internacional d'Esquí
La Federació Internacional d'Esquí (en francès Fédération Internationale de Ski, FIS) és l'organisme mundial que es dedica a regular les normes dels esports d'esquí en l'àmbit competitiu, així com de disputar periòdicament competicions i esdeveniments en cadascuna de les seves disciplines.
Va ser fundada el 2 de febrer de 1924 a Chamonix (França) per 14 països. Actualment té la seu a Oberhofen am Thunersee (Suïssa).

## Organització
L'estructura jeràrquica de la federació està conformada pel President i els Vicepresidents, el director general, el Congrés (efectuat cada dos anys), el Comitè Executiu, el Consell-vuit comitès tècnics - un per a cada disciplina.

### Presidents
| No. | Període     | Nom                  | País    |
| --- | ----------- | -------------------- | ------- |
| 1   | 1924 – 1934 | Ivar Holmquist       | Suècia  |
| 2   | 1934 – 1951 | Nicolai Ramm Østgård | Noruega |
| 3   | 1951 – 1998 | Marc Hodler          | Suïssa  |
| 4   | 1998 –      | Gian Franco Kasper   | Suïssa  |

## Federacions nacionals
El 2006 la FIS compta amb l'afiliació de 108 federacions nacionals dels cinc continents.
| No. | País                    | Federación                                             | Página web                            |
| --- | ----------------------- | ------------------------------------------------------ | ------------------------------------- |
| 1   | Albània                 | Albanian Skiing Federation                             |                                       |
| 2   | Alemanya                | Deutscher Skiverband                                   |                                       |
| 3   | Andorra                 | Federació Andorrana d’Esquí                            |                                       |
| 4   | Algèria                 | Fédération Algérienne de Ski et Sports de Montagne     |                                       |
| 5   | Argentina               | Federación Argentina de Ski y Andinismo                |                                       |
| 6   | Armènia                 | Armenian Ski Federation                                |                                       |
| 7   | Austràlia               | Ski & Snowboard Australia                              |                                       |
| 8   | Àustria                 | Österreichischer Skiverband                            |                                       |
| 9   | Azerbaidjan             | Azerbaijan Ski Federation                              |                                       |
| 10  | Bahames                 | Bahamas Ski Association                                |                                       |
| 11  | Barbados                | Barbados Ski Association                               |                                       |
| 12  | Bèlgica                 | Royal Belgian Ski Federation                           |                                       |
| 13  | Bermudes                | Bermuda Winter Ski Association                         |                                       |
| 14  | Belarús                 | Unió d'Esquí de Belarús                                |                                       |
| 15  | Bolívia                 | Federación Boliviana de Ski y Andinismo                |                                       |
| 16  | Bòsnia i Hercegovina    | Ski Federation of Bosnia & Herzegovina                 |                                       |
| 17  | Brasil                  | Confederação Brasileira de Desportos na Neve           | Arxivat 2007-01-30 a Wayback Machine. |
| 18  | Bulgària                | Bulgarian Ski Federation                               |                                       |
| 19  | Gal·les                 | Cayman Islands Confederation of Snowsports             |                                       |
| 20  | Camerun                 | Fédération de Ski de Cameroun                          |                                       |
| 21  | Canadà                  | Canadian Snowsports Association                        |                                       |
| 22  | Xile                    | Federación de Ski y Snowboard de Chile                 |                                       |
| 23  | R.P. de la Xina         | Chinese Ski Association                                |                                       |
| 24  | Xipre                   | Cyprus Ski Federation                                  |                                       |
| 25  | Corea del Nord          | Ski Association of D.P.R. Korea                        |                                       |
| 26  | Corea del Sud           | Korea Ski Association                                  |                                       |
| 27  | Colòmbia                | Asociación de Esquí de Colombia                        |                                       |
| 28  | Costa Rica              | Asociación Costarricense de Esquí                      |                                       |
| 29  | Croàcia                 | Croatian Ski Association                               |                                       |
| 30  | Dinamarca               | Dansk Skiforbund                                       |                                       |
| 31  | Egipte                  | Association de Ski de l'Egypte                         |                                       |
| 32  | El Salvador             | Federación Salvadoreña de Nieve y Hielo                |                                       |
| 33  | Eslovàquia              | Slovak Ski Association                                 |                                       |
| 34  | Eslovènia               | Slovenian Ski Association                              |                                       |
| 35  | Espanya                 | Real Federación Española de Deportes de Invierno       |                                       |
| 36  | Estats Units            | United States Ski & Snowboard Association              |                                       |
| 37  | Estònia                 | Estonian Ski Association                               |                                       |
| 38  | Etiòpia                 | Ethiopian National Ski Federation                      |                                       |
| 39  | Filipines               | Philippine Ski Federation                              |                                       |
| 40  | Finlàndia               | Finnish Ski Association                                |                                       |
| 41  | Fiji                    | Fiji National Olympic Committee                        |                                       |
| 42  | França                  | Fédération Française de Ski                            |                                       |
| 43  | Geòrgia                 | Winter Sports Federation of Georgia                    |                                       |
| 44  | Ghana                   | National Ski Association of Ghana                      |                                       |
| 45  | Grenada                 | Grenada International Sports Foundation                |                                       |
| 46  | Grècia                  | Hellenic Ski Federation                                |                                       |
| 47  | Guatemala               | Asociación de Deportes de Invierno de Guatemala        |                                       |
| 48  | Hondures                | Asociación de Esquí de Honduras                        |                                       |
| 49  | Hong Kong               | Ski Association of Hong Kong                           |                                       |
| 50  | Hongria                 | Hungarian Ski Federation                               |                                       |
| 51  | Índia                   | Winter Games Federation of India                       |                                       |
| 52  | Iran                    | Iran Ski Federation                                    |                                       |
| 53  | Irlanda                 | Ski Association of Ireland                             |                                       |
| 54  | Islàndia                | Icelandic Ski Association                              |                                       |
| 55  | Illes Verges Americanes | U.S. Virgin Islands Ski Federation                     |                                       |
| 56  | Israel                  | Israel Ski Federation                                  |                                       |
| 57  | Itàlia                  | Federazione Italiana Sport Invernali                   |                                       |
| 58  | Jamaica                 | Jamaica Ski Federation                                 |                                       |
| 59  | Japó                    | Ski Association of Japan                               |                                       |
| 60  | Kazakhstan              | Ski Association of Kazakhstan                          |                                       |
| 61  | Kenya                   | Kenya Ski Federation                                   |                                       |
| 62  | Kirguizstan             | Ski Federation of Kyrgyzstan                           |                                       |
| 63  | Kuwait                  | Kuwait Ski Association                                 |                                       |
| 64  | Letònia                 | Latvian Ski Association                                |                                       |
| 65  | Líban                   | Fédération Libanaise de Ski                            |                                       |
| 66  | Liechtenstein           | Liechtensteinischer Skiverband                         |                                       |
| 67  | Lituània                | Skiing Federation of Lithuania                         |                                       |
| 68  | Luxemburg               | Fédération Luxembourgeoise de Ski                      |                                       |
| 69  | Macedònia del Nord      | Ski Federation of Macedonia                            |                                       |
| 70  | Madagascar              | Ski Madagascar                                         |                                       |
| 71  | Plantilla:Bandera2      | Fédération Royale Marocaine de Ski                     |                                       |
| 72  | Mèxic                   | Federación Mexicana de Deportes de Invierno            |                                       |
| 73  | Moldàvia                | Ski Federation of the Republic of Moldova              |                                       |
| 74  | Mònaco                  | Fédération Monégasque de Ski                           |                                       |
| 75  | Mongòlia                | Mongolian Ski Federation                               |                                       |
| 76  | Montenegro              | Montenegro Ski Association                             |                                       |
| 77  | Nepal                   | Nepal Ski Association                                  |                                       |
| 78  | Noruega                 | Norges Skiforbund                                      | Arxivat 2007-02-02 a Wayback Machine. |
| 79  | Nova Zelanda            | Snow Sports New Zealand                                |                                       |
| 80  | Països Baixos           | Nederlandse Ski Vereniging                             |                                       |
| 81  | Pakistan                | Ski Federation of Pakistan                             |                                       |
| 82  | Perú                    | Federación Peruana de Andinismo y deportes de Invierno |                                       |
| 83  | Polònia                 | Polish Ski Federation                                  |                                       |
| 84  | Portugal                | Federação Portuguesa de Esquí                          |                                       |
| 85  | Puerto Rico             | Federación Puertorriqueña de Ski                       |                                       |
| 86  | Regne Unit              | Snowsport GB                                           |                                       |
| 87  | Txèquia                 | Ski Association of the Czech Republic                  |                                       |
| 88  | Plantilla:Bandera2      | Federaţia Română de Schi                               |                                       |
| 89  | Plantilla:Bandera2      | Russian Ski Association                                |                                       |
| 90  | Samoa Americana         | American Samoa Ski Association                         |                                       |
| 91  | San Marino              | Federazione Sammarinese Sport Invernali                |                                       |
| 92  | Senegal                 | Fédération Sénegalaise de Ski                          |                                       |
| 93  | Sèrbia                  | Ski Federation of Serbia                               |                                       |
| 94  | Eswatini                | Swaziland Ski Association                              |                                       |
| 95  | Sud-àfrica              | Snow Sports South Africa                               |                                       |
| 96  | Sudan                   | Sudanese Winter Sports Association                     |                                       |
| 97  | Suècia                  | Svenska Skidförbundet                                  |                                       |
| 98  | Suïssa                  | Swiss Ski                                              |                                       |
| 99  | Tailàndia               | Ski Association of Thailand                            |                                       |
| 100 | República de la Xina    | Chinese Taipei Ski Association                         |                                       |
| 101 | Tadjikistan             | Tajikistan Ski Federation                              |                                       |
| 102 | Trinitat i Tobago       | Trinidad & Tobago Snowsports Federation                |                                       |
| 103 | Turquia                 | Turkish Ski Federation                                 |                                       |
| 104 | Ucraïna                 | Ukrainan Ski Federation                                |                                       |
| 105 | Uruguai                 | Asociación Uruguaya de Ski                             |                                       |
| 106 | Uzbekistan              | Ski Association of Uzbekistan                          |                                       |
| 107 | Veneçuela               | Venezuela Ski Verband                                  |                                       |
| 108 | Zimbàbue                | Ski Association of Zimbabwe                            |                                       |

## Disciplines
La Federació organitza les següents disciplines esportives d'esquí, per a les quals supervisa les competicions de la Copa del Món i els Campionats del Món:
| Disciplines      | Campionats del Món             |
| ---------------- | ------------------------------ |
| Combinada alpina | Campionat del Món d'esquí alpí |
| Descens          | Campionat del Món d'esquí alpí |
| Super-G          | Campionat del Món d'esquí alpí |
| Eslàlom Gegant   | Campionat del Món d'esquí alpí |
| Eslàlom          | Campionat del Món d'esquí alpí |
| Paral·lel        | Campionat del Món d'esquí alpí |

| Disciplines       | Campionats del Mön               |
| ----------------- | -------------------------------- |
| Esquí de fons     | Campionat del Món d'esquí nòrdic |
| Esquí de salt     | Campionat del Món d'esquí nòrdic |
| Combinada nòrdica | Campionat del Món d'esquí nòrdic |
| Vol d'esquí       | Campionat del món de vol d'esquí |

| Disciplines     | Campionats del Món                  |
| --------------- | ----------------------------------- |
| Esquí de bosses | Campionat Mundial d'Esquí Acrobàtic |
| Esquí aeri      | Campionat Mundial d'Esquí Acrobàtic |
| Esquí de fons   | Campionat Mundial d'Esquí Acrobàtic |
| Migtub          | Campionat Mundial d'Esquí Acrobàtic |
| Big air         | Campionat Mundial d'Esquí Acrobàtic |

| Disciplines              | Campionats del Món               |
| ------------------------ | -------------------------------- |
| Eslàlom gegant paral·lel | Campionat del Món de surf de neu |
| Eslàlom paral·lel        | Campionat del Món de surf de neu |
| Big Air                  | Campionat del Món de surf de neu |
| Slopestyle               | Campionat del Món de surf de neu |
| Snowboard cross          | Campionat del Món de surf de neu |
| Migtub                   | Campionat del Món de surf de neu |

| Disciplines        | Campionats del Món                                                                                |
| ------------------ | ------------------------------------------------------------------------------------------------- |
| Grass skiing       | Eslàlom de velocitat, Eslàlom Gegant, Super Combinada, Super G, Eslàlom paral·lel - Copes del Mön |
| Esquí de velocitat | Campionats del Món de velocitat                                                                   |
| Telemarc           | Velocitat, Clàssic, Esprint paral·lel, Equips velocitat paral·lela - Copes del Món                |
| Masters            | Criterium Masters(amateur, senior)                                                                |
| Roller Skiing      | (amateur, senior)                                                                                 |